# Незаймані, бережіться!
«Незаймані, бережіться!» (оригінальна назва англ. Love Bite, дослівно укр. Укус кохання) — британський комедійний фільм жахів режисера Енді Де Еммоні 2012 року. У головних ролях Ед Спелірс, Джессіка Зор, Тімоті Сполл, Люк Паскваліно.
Продюсуванням картини зайнялися Роберт Бернштейн і Пол Річі. Прем'єра фільму відбулась 9 листопада 2012 року у Великій Британії й Ірландії, 9 травня 2013 року в Україні.

## Сюжет
Британське містечко Рейнмос. Початок літніх канікул, кожен живе своїм життям, у містечко приїжджає американська туристка Джуліана і у той час починають зникати незаймані дівчата. От четверо друзів намагаються спасти тих, хто ще залишився.

## У ролях
| Актор          | Роль                                |
| -------------- | ----------------------------------- |
| Ед Спелірс     | Джеймі (англ. Jamie)                |
| Джессіка Зор   | Джуліана (англ. Juliana)            |
| Тімоті Сполл   | Сід (англ. Sid)                     |
| Люк Паскваліно | Кевін (англ. Kevin)                 |
| Кірстон Ворінґ | Наталі (англ. Natalie)              |
| Імоджен Тонер  | Менді (англ. Mandy)                 |
| Роберт П'ю     | сержант Руні (англ. Sergent Rooney) |
| Елоїз Сміт     | Тіффані (англ. Tiffany)             |